# 髓 (植物)

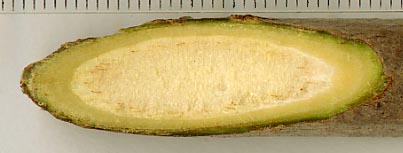
接骨木的切面，可以看到在光滑黃色表皮內部的髓，質地較粗，呈白色。圖中的刻度為mm

髓（Pith）是由一群儲存及輸送養分的薄壁細胞所組成的柔軟海綿狀组织。髓分布在雙子葉植物草本和木本植物的莖內；若是單子葉植物，其根部也有髓組織。髓的外圍有木質部組織，而木質部的外圍為韌皮部組織。

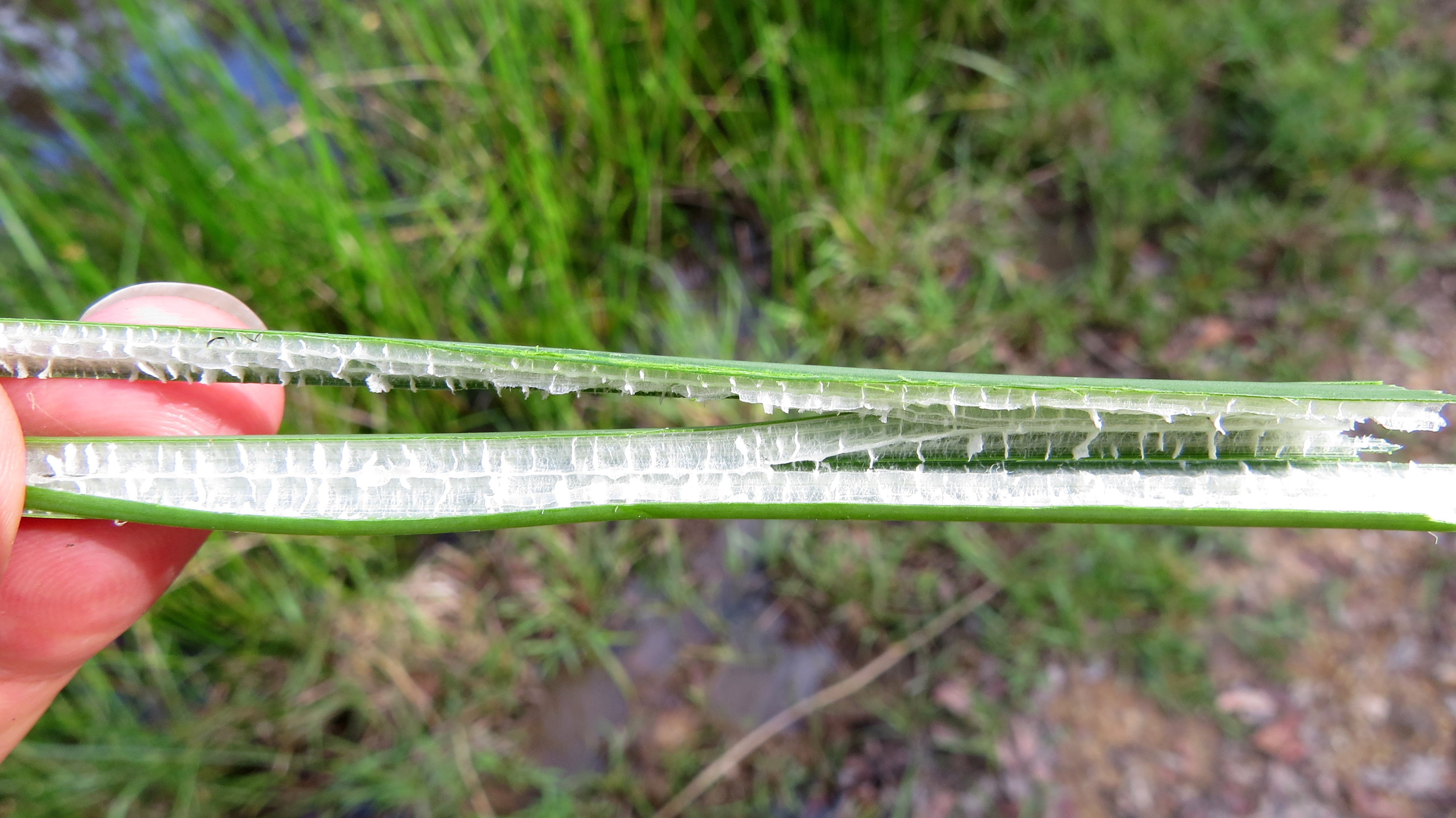
水蔥莖的剖面，可以看到中央呈海綿狀的髓。